# أورليستات
أورليستات (بالإنجليزية: orlistat)‏ هو أحد الأدوية المستخدمة في إنقاص الوزن. وهو من أصناف الأدوية المضادة للسمنة من مجموعة LIPASE INHIBITORS التي ينحصر عمله على تقليل إفراز إنزيم اليباز من المعدة والبنكرياس و الذي بدوره يساعد على هضم الدهون فيؤدي أورليستات إلى تقليل امتصاص الدهون ودون تثبيط الشهية دون تأثير ملحوظ على باقي الجسم البشري.
ويمتاز بموقع وسط بين أدوية السمنة الفعالة والخطرة وأدوية السمنة غير الخطرة والمشكوك بفعاليتها، فهو فعال ونسبة الأمان لدى استخدامه عالية، إلا إنه محدد بالآثار الجانبية المنعكسة سلبيا على الجهاز الهضمي .

## طريقة العمل.
يقوم عقار الأورليستات بالارتباط بجزيئات انزيم ليباز (بالإنجليزية: ليباز)‏ البنكرياسي والذي يعمل على هضم الدهون في الطعام إلى جزيئات صغيرة، الأمر الذي يؤدي إلى عدم هضم وامتصاص الدهون في الأمعاء وبالتالي طرحها مع الفضلات.
يقوم عقار الأورليستات بتخفيض نسبة الدهون الممتصة من الأمعاء الدقيقة بنسبة تقارب 30 - 35 % مما يساعد على إنقاص الوزن.
يؤخذ أورليستات عن طريق الفم مع كل وجبة التي تحتوي على الدهون. نسبة امتصاصه قليلة ويتم طرحه في الفضلات، ولا يحتاج تعديل جرعة للمرضى المصابين بأمراض الكِلى أو الكبد.

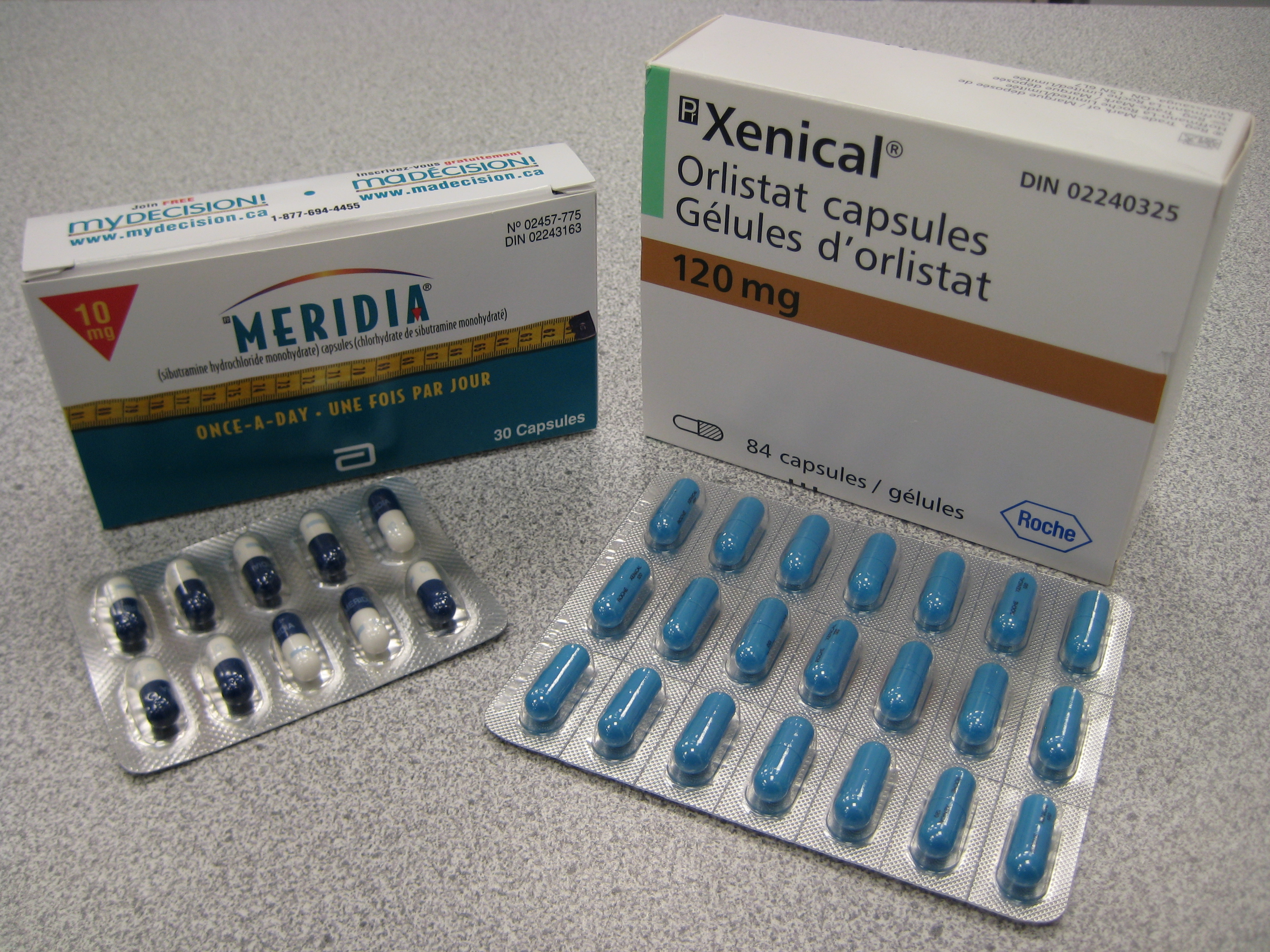
صورة لإثنين من أدوية التخسيس هما أورليستات (Xenical) وسيبوترامين (Meridia).

## أعراض جانبية
- نفخة معوية وغازات.
- إسهال وإسهال دهني (بالإنجليزية: Stetorrhea)‏.[3]
- جفاف.
- انقباضات معوية ومغص.

## مضاعفات صحية
نظراً إلى أن كثيراً من الفيتامينات هي مركبات دهنية أو محبة للدهون؛ فإن استعمال العقار لمدة طويلة نزيد عن 6 أشهر متتالية يؤدي إلى انخفاض في مستوى الفيتامينات التالية :
- فيتامين أ
- فيتامين د
- فيتامين هـ
- فيتامين ك

مما يؤدي للإحساس بالتعب وقد يصل لحدوث عدة أمراض متصلة بتجلط الدم وأمراض القلب واعتلال الرؤية العشى الليلي وأمراض غدية وترقق العظام. لذلك لا يجب أن تؤخذ مجموعة الفيتامينات إلا بعد ساعتين من تناول أورليستات.

## مضادات الاستطباب
يمنع استخدام أورليستات في الحالات الآتية:
- سوء الامتصاص المزمن في الأمعاء.
- الاضطرابات الكبدية (الركودة الصفراوية) أو أمراض البنكرياس والمرارة.
- من أجرى عملية استئصال المرارة.
- التحسس من مادة الأورليستات.
- لا يستخدم للأطفال.
- الحمل والرضاعة.

## انتقادات وتحذيرات
- يقوم العقار في الأساس على تعطيل الأمعاء عن امتصاص جزء من الدهون أثناء هضم الطعام، وينتقد العديد من الأطباء فكرة تعاطي دواء يعطل مهام الأمعاء، فبدلا من أخذ هذا الدواء يمكن تقليل نسبة الدهون في الطعام والسماح للجسم بالهضم الكامل بدون تدخل كيميائي.
- استخدامه على المدى الطويل نادرا ما يسبب التهاب البنكرياس وإصابة الكبد.[محل شك]
- أورليستات يمكن أيضا أن تتداخل مع امتصاص الأدوية الأخرى، مثل الأميودارون، السيكلوسبورين، وليفوثيروكسين، وينبغي رصد الاستجابة السريرية لهذه الأدوية إذا تم بدء أورليستات. يجب فصل جرعة ليفوثيروكسين من أورليستات 4 ساعات على الأقل.

## الوضع التنظيمي الدوائي
تم السماح ببيعه دون وصفة في الولايات المتحدة الأمريكية في بداية عام 2007.